# Park Górczyński (Gorzów Wielkopolski)
Park Górczyński – park położony w największej dzielnicy mieszkaniowej Gorzowa Wielkopolskiego – Górczynie. Park założony został w 1993 roku i położony jest pomiędzy ulicami Górczyńską i Kombatantów. Znajdują się w nim ławki, alejki spacerowe, siłownia plenerowa, a kilkuletnie drzewka są enklawą zieleni. Jest on punktem spotkań wielu osób, możemy tam także powrócić do przeszłości, gdyż zostały wybudowane małe mury obronne z wieżą co prawda należą one do dziecięcego placu zabaw, ale i tak są wspaniałym urozmaiceniem. Park ma powierzchnię 8,5 ha. Niedawno w zachodniej części parku otwarto fontannę – największą atrakcję parku.